# Coironalia denticulata
Coironalia denticulata là một loài bướm đêm trong họ Geometridae.